# WWE Women's Tag Team Championship
WWE Women's Tag Team Championship (em português: Campeonato de Duplas Femininas da WWE) é um campeonato de duplas feminino de luta livre profissional criado e promovido pela promoção americana WWE. É o único campeonato de duplas feminino na WWE, portanto, é defendido em ambas as divisões principais da marca, Raw e SmackDown, e na marca de desenvolvimento, NXT. As atuais campeãs são Charlotte Flair e Alexa Bliss do SmackDown, que estão em seu primeiro reinado como equipe, embora individualmente seja o segundo reinado de Flair e o quarto de Bliss. Elas conquistaram o título ao derrotarem The Judgment Day (Raquel Rodriguez e Roxanne Perez) na Noite 1 do SummerSlam em 2 de agosto de 2025.
O campeonato foi anunciado no episódio de 24 de dezembro de 2018 do Monday Night Raw. Bayley e Sasha Banks, então com o nome de equipe The Boss 'n' Hug Connection, tornaram-se as primeiras campeãs em fevereiro de 2019 e fizeram parte da marca Raw durante seu reinado inaugural. O título foi originalmente estabelecido para estar disponível para Raw, SmackDown e NXT, mas após um final polêmico para a defesa do título em março de 2021, o Campeonato de Duplas Femininas do NXT foi criado, assim, o Campeonato de Duplas Femininas da WWE não ficou mais disponível para NXT. Depois que os títulos foram unificados em junho de 2023, no entanto, o título do NXT foi retirado e o Campeonato de Duplas Femininas da WWE tornou-se elegível para o NXT mais uma vez. O título foi disputado na luta principal de um evento pay-per-view e transmissão ao vivo da WWE: TLC: Tables, Ladders & Chairs em 2019.
O título é distinto do Campeonato de Duplas Femininas da WWF, disputado de 1983 a 1989 e não compartilha sua linhagem.

## História

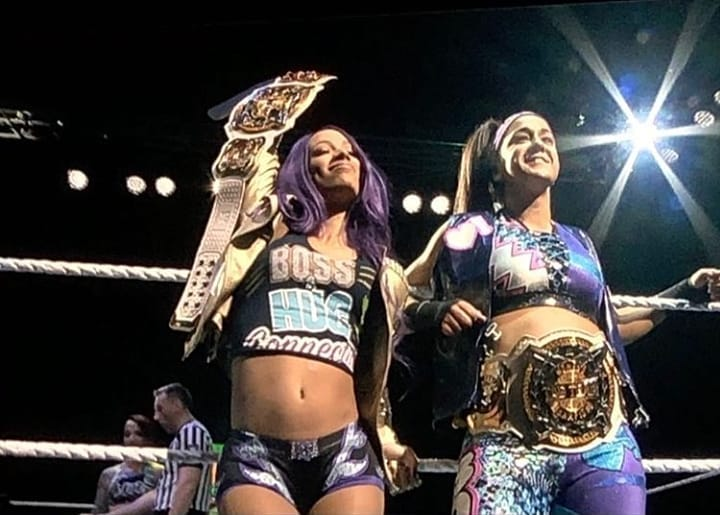
Sasha Banks e Bayley - as bicampeãs inaugurais e recordes como equipe; durante seu reinado inaugural, elas eram conhecidos como The Boss 'n' Hug Connection, enquanto durante seu segundo reinado, elas eram conhecidos simplesmente como Bayley e Sasha Banks.

Em 1989, a então World Wrestling Federation (WWF) abandonou o Campeonato de Duplas Femininas da WWF devido à falta de duplas femininas na divisão. Isso permaneceu verdadeiro durante a década de 2000 – em 2002, a WWF foi renomeada para World Wrestling Entertainment (WWE). No início de 2010, a divisão feminina começou a crescer e, em 2012, o WWE.com publicou um artigo apoiando a ressurreição do Campeonato de Duplas Femininas da WWE. Em 2014, The Bella Twins (Brie Bella e Nikki Bella) discutiram o desejo de estabelecer um Campeonato de Duplas de Divas - de 1999 a 2016, as artistas femininas foram chamadas de Divas e seu principal campeonato de 2010 a 2016 foi o Campeonato de Divas da WWE. A ideia de um campeonato feminino de duplas foi aparentemente esquecida até meados de 2018; em entrevista à Sky Sports, Stephanie McMahon, diretora de marca da WWE, afirmou que, em relação à estreia dos títulos, "Ainda não, mas isso é absolutamente algo que ouvimos em alto e bom som de nossa base de fãs e é algo que estamos entusiasmados. implementando assim que pudermos." Antes do primeiro Evolution pay-per-view exclusivamente feminino da WWE em outubro, surgiram especulações - incluindo comentários de lutadoras atuais - de que a promoção estrearia os títulos no evento. Pouco antes do evento, Stephanie disse que os títulos viriam "mais cedo do que pensamos"; os títulos, entretanto, não foram estrearam no Evolution. As especulações diminuíram após o evento, porém, no episódio de 3 de dezembro de 2018, do Monday Night Raw, quando questionadas por um fã sobre o que queriam trazer para a divisão feminina em 2019, Bayley e Sasha Banks afirmaram que queriam se tornar as primeiras Campeãs de Duplas Femininas da WWE.
Durante o episódio especial de Natal do Raw de 24 de dezembro de 2018, o presidente e CEO da WWE, Vince McMahon, anunciou oficialmente que um novo Campeonato de Duplas Femininas da WWE seria introduzido em 2019. No episódio do Raw de 14 de janeiro de 2019, os cinturões do campeonato foram revelados por Alexa Bliss em seu segmento, "A Moment of Bliss". Após a revelação, Bliss anunciou que as campeãs inaugurais seriam decididos no Elimination Chamber em 17 de fevereiro de 2019, em uma luta de duplas Elimination Chamber, contando com três equipes do Raw e três equipes do SmackDown, disponibilizando o título para ambas as marcas. No episódio do Raw de 18 de fevereiro, foi revelado que os títulos também poderiam ser defendidos na marca NXT.
Para determinar as três equipes do Raw, combates de qualificação foram realizadas e começaram no episódio do Raw de 28 de janeiro. As equipes de Nia Jax & Tamina e The Riott Squad (Liv Morgan e Sarah Logan) se classificaram ao derrotar as equipes de Alexa Bliss & Mickie James e Natalya & Dana Brooke, respectivamente. Na semana seguinte, The Boss 'n' Hug Connection (Bayley e Sasha Banks) derrotaram Alicia Fox e Nikki Cross para ganhar a vaga final no Raw. Nenhuma luta de qualificação foi realizada para determinar as três equipes do SmackDown devido ao seu elenco menor e, em vez disso, cada equipe declarou sua participação. A equipe de Mandy Rose e Sonya Deville anunciou a sua no episódio de 29 de janeiro do SmackDown Live, The IIconics (Billie Kay e Peyton Royce) confirmaram sua entrada via Twitter, e Carmella e Naomi aceitaram a vaga final no episódio de 5 de fevereiro. O Boss 'n' Hug Connection continuaria e venceria a luta, eliminando finalmente Rose & Deville por meio de Banks finalizando Deville, para se tornarem as campeãs inaugurais.
O título foi a atração principal de um evento pay-per-view e transmissão ao vivo pela primeira vez no TLC: Tables, Ladders & Chairs em 2019. The Kabuki Warriors (Asuka e Kairi Sane) defenderam o campeonato contra Becky Lynch e Charlotte Flair na primeira luta de duplas femininas de mesas, escadas e cadeiras de equipe, onde Kabuki Warriors se mantiveram.
No episódio de 3 de março de 2021 do NXT, as Campeãs de Duplas Femininas da WWE Nia Jax e Shayna Baszler defenderam o campeonato contra Dakota Kai e Raquel González do NXT, que ganharam a oportunidade de título por vencer o primeiro Women's Dusty Rhodes Tag Team Classic. A luta terminou em polêmica, porém, quando o árbitro foi retirado e Adam Pearce, o oficial da WWE do Raw e SmackDown, enviou um segundo árbitro ao ringue, que decidiu que Kai se submeteu a Baszler, embora Kai não fosse a mulher legal. Na semana seguinte, em resposta à polêmica, o gerente geral do NXT, William Regal, estabeleceu o Campeonato de Duplas Femininas do NXT para a marca, a fim de não lidar mais com a política do Raw e do SmackDown, e concedeu o campeonato a Kai e González. O Campeonato de Duplas Femininas da WWE efetivamente não ficou mais disponível para o NXT.
Durante o episódio do Raw de 16 de maio de 2022, as atuais campeãs Sasha Banks e Naomi supostamente saíram após uma reunião com Vince McMahon devido a uma disputa criativa. A WWE divulgou um comunicado oficial, no qual a empresa afirmava que Banks e Naomi "entraram no escritório do chefe de relações de talentos da WWE, John Laurinaitis, com suas malas nas mãos, colocaram seus cintos de campeonato de duplas em sua mesa e saíram". As duas foram originalmente agendados para o evento principal do show, que teve que ser retrabalhado. No episódio seguinte do SmackDown, foi anunciado que Banks e Naomi foram suspensas por tempo indeterminado, portanto os títulos foram desocupados (ambas posteriormente deixaram a empresa). Um torneio também foi anunciado para determinar novas campeãs. No episódio de 5 de agosto do SmackDown, o oficial da WWE Adam Pearce anunciou que o torneio começaria no episódio de 8 de agosto do Raw. Embora o campeonato não fosse mais defendido no NXT, um time da marca competiu no torneio como parte da chave SmackDown. A equipe de Aliyah e Raquel Rodriguez (ex-Raquel González) venceu o torneio para conquistar o campeonato vago.
Como resultado do Draft da WWE de 2023, as atuais Campeãs de Duplas Femininas do NXT, Alba Fyre e Isla Dawn, foram convocadas para o SmackDown e levaram os títulos com elas, alegando que defenderiam o título em todas as três marcas, embora nunca o tenham feito e apenas não tivessem -título corresponde no SmackDown. No episódio de 9 de junho, quando estavam prestes a ter uma entrevista no ringue, Fyre e Dawn foram interrompidas pelas Campeãs de Duplas Femininas da WWE, Ronda Rousey e Shayna Baszler, que desafiaram Fyre e Dawn para uma luta de unificação do campeonato, que foi aceita. e agendado para o episódio de 23 de junho do SmackDown. Rousey e Baszler venceram e se tornaram as Campeãs Indiscutíveis de Duplas Femininas da WWE, disponibilizando assim o Campeonato de Duplas Femininas da WWE para o NXT novamente. O Campeonato de Duplas Femininas do NXT foi posteriormente retirado no processo.
Segundo a Fightful, a luta de unificação estava planejada para acontecer logo após o draft, mas devido a diversas lesões dentro da divisão, foi adiada. Fightful também observou que houve confusão em relação à criação original do Campeonato de Duplas Femininas do NXT, já que a empresa já possuía o Campeonato de Duplas Femininas da WWE e não havia muitas mulheres na divisão. Além disso, notou-se que o plano após a unificação era que o Campeonato de Duplas Femininas da WWE aparecesse na programação do NXT "quando necessário", que era o plano original para o título.

### Torneio do Campeonato de Duplas Femininas da WWE (2022)
Depois que Sasha Banks e Naomi foram suspensas por tempo indeterminado e os títulos desocupados, o comentarista do SmackDown Michael Cole anunciou que haveria um torneio para declarar novas campeãs. O torneio começou no episódio do Raw de 8 de agosto e foi realizado em episódios do Raw e SmackDown até sua conclusão no episódio do Raw de 29 de agosto.
|  | Quartas de final Raw (8 e 15 de agosto) SmackDown (12 e 19 de agosto) | Quartas de final Raw (8 e 15 de agosto) SmackDown (12 e 19 de agosto) | Quartas de final Raw (8 e 15 de agosto) SmackDown (12 e 19 de agosto) |                           |                           | Semifinais Raw (22 de agosto) SmackDown (26 de agosto) | Semifinais Raw (22 de agosto) SmackDown (26 de agosto) | Semifinais Raw (22 de agosto) SmackDown (26 de agosto) |  |  | Final Raw (29 de agosto) | Final Raw (29 de agosto) | Final Raw (29 de agosto) |  |
|  |                                                                       |                                                                       |                                                                       |                           |                           |                                                        |                                                        |                                                        |  |  |                          |                          |                          |  |
|  | 1                                                                     | Tamina e Dana Brooke                                                  | 10:00                                                                 |                           |                           |                                                        |                                                        |                                                        |  |  |                          |                          |                          |  |
|  | 1                                                                     | Tamina e Dana Brooke                                                  | 10:00                                                                 |                           |                           |                                                        |                                                        |                                                        |  |  |                          |                          |                          |  |
|  | 8                                                                     | Iyo Sky e Dakota Kai                                                  | Pin                                                                   |                           |                           |                                                        |                                                        |                                                        |  |  |                          |                          |                          |  |
|  | 8                                                                     | Iyo Sky e Dakota Kai                                                  | Pin                                                                   |                           | Iyo Sky e Dakota Kai      | Iyo Sky e Dakota Kai                                   | Pin                                                    |                                                        |  |  |                          |                          |                          |  |
|  | Raw                                                                   |                                                                       |                                                                       |                           | Iyo Sky e Dakota Kai      | Iyo Sky e Dakota Kai                                   | Pin                                                    |                                                        |  |  |                          |                          |                          |  |
|  |                                                                       |                                                                       | Alexa Bliss e Asuka                                                   | Alexa Bliss e Asuka       | 18:30                     |                                                        |                                                        |                                                        |  |  |                          |                          |                          |  |
|  | 4                                                                     | Alexa Bliss e Asuka                                                   | Alexa Bliss e Asuka                                                   | Alexa Bliss e Asuka       | 18:30                     | Sub                                                    |                                                        |                                                        |  |  |                          |                          |                          |  |
|  | 4                                                                     | Alexa Bliss e Asuka                                                   |                                                                       |                           |                           |                                                        |                                                        |                                                        |  |  |                          |                          |                          |  |
|  | 5                                                                     | Nikki A.S.H. e Doudrop                                                | 9:00                                                                  |                           |                           |                                                        |                                                        |                                                        |  |  |                          |                          |                          |  |
|  | 5                                                                     | Nikki A.S.H. e Doudrop                                                | 9:00                                                                  |                           | Iyo Sky e Dakota Kai      | Iyo Sky e Dakota Kai                                   | 11:30                                                  |                                                        |  |  |                          |                          |                          |  |
|  |                                                                       |                                                                       |                                                                       |                           |                           |                                                        |                                                        |                                                        |  |  |                          |                          |                          |  |
|  |                                                                       |                                                                       | Raquel Rodriguez e Aliyah                                             | Raquel Rodriguez e Aliyah | Pin                       |                                                        |                                                        |                                                        |  |  |                          |                          |                          |  |
|  | 2                                                                     | Raquel Rodriguez e Aliyah                                             | Raquel Rodriguez e Aliyah                                             | Raquel Rodriguez e Aliyah | Pin                       | Pin                                                    |                                                        |                                                        |  |  |                          |                          |                          |  |
|  | 2                                                                     | Raquel Rodriguez e Aliyah                                             |                                                                       |                           |                           |                                                        |                                                        |                                                        |  |  |                          |                          |                          |  |
|  | 7                                                                     | Shotzi e Xia Li                                                       | 9:35                                                                  |                           |                           |                                                        |                                                        |                                                        |  |  |                          |                          |                          |  |
|  | 7                                                                     | Shotzi e Xia Li                                                       | 9:35                                                                  |                           | Raquel Rodriguez e Aliyah | Raquel Rodriguez e Aliyah                              | Pin                                                    |                                                        |  |  |                          |                          |                          |  |
|  | SmackDown                                                             |                                                                       |                                                                       |                           | Raquel Rodriguez e Aliyah | Raquel Rodriguez e Aliyah                              | Pin                                                    |                                                        |  |  |                          |                          |                          |  |
|  |                                                                       |                                                                       | Natalya e Sonya Deville                                               | Natalya e Sonya Deville   | 8:00                      |                                                        |                                                        |                                                        |  |  |                          |                          |                          |  |
|  | 3                                                                     | Toxic Attraction (NXT) (Gigi Dolin e Jacy Jayne)                      | Natalya e Sonya Deville                                               | Natalya e Sonya Deville   | 8:00                      | Pin                                                    |                                                        |                                                        |  |  |                          |                          |                          |  |
|  | 3                                                                     | Toxic Attraction (NXT) (Gigi Dolin e Jacy Jayne)                      |                                                                       |                           |                           |                                                        |                                                        |                                                        |  |  |                          |                          |                          |  |
|  | 6                                                                     | Natalya e Sonya Deville                                               | 8:48                                                                  |                           |                           |                                                        |                                                        |                                                        |  |  |                          |                          |                          |  |

## Design do cinturão
Os cinturões do campeonato foram revelados pela lutadora Alexa Bliss no episódio do Raw de 14 de janeiro de 2019. Os cintos apresentam três placas em uma pulseira de couro branco, menor que os títulos masculinos. As três placas são delineadas em ouro, enquanto a parte interna é principalmente prateada. O logotipo da WWE está afixado na parte superior da placa central circular, que possui quatro bordas salientes. No centro, a palavra "Tag Team" está escrita com destaque em ouro. Acima está uma faixa dourada que diz "Mulheres", enquanto abaixo está uma faixa dourada que diz "Campeões". Semelhante à forma como os campeonatos masculinos de duplas do Raw e SmackDown são de inspiração grega, a placa central é circundada por um padrão sinuoso. Há também ornamentação margente no círculo interno. No que se tornou uma característica proeminente nos cintos de campeonato da WWE, as duas placas laterais apresentam uma seção central removível que pode ser personalizada com os logotipos do campeão; as placas laterais padrão apresentam o logotipo da WWE em um globo. Geralmente, o time reinante terá uma placa lateral em cada cinturão dedicada a cada campeão, a menos que o time tenha um nome (por exemplo, The Kabuki Warriors).

## Reinados
Até 2 de agosto de 2025, foram 32 reinados entre 23 equipes compostas por 36 campeãs individuais e duas ocasiões em que o título ficou vago. A equipe campeã inaugural foi Bayley e Sasha Banks, que na época atendiam pelo nome de equipe The Boss 'n' Hug Connection. Liv Morgan e Raquel Rodriguez possuem o maior número de reinados como equipe, com quatro, enquanto individualmente, Rodriguez possui mais reinados, com cinco. Como equipe, The Kabuki Warriors (Asuka e Kairi Sane) enquanto a equipe de Becky Lynch e Lyra Valkyria tem o reinado mais curto, com 23 horas (1 dia, conforme reconhecido pela WWE). Como equipe, Jax e Baszler têm o reinado combinado mais longo com 215 dias, enquanto individualmente, Baszler tem o reinado combinado mais longo com 248 dias. Lita é a campeã mais velha, conquistando o título aos 47 anos, enquanto Roxanne Perez é a mais jovem, conquistando-o aos 23.
Charlotte Flair e Alexa Bliss, do SmackDown, são as atuais campeãs em seu primeiro reinado como equipe, enquanto individualmente, é o segundo reinado de Flair e o quarto reinado de Bliss. Elas derrotaram The Judgment Day (Raquel Rodriguez e Roxanne Perez) na Noite 1 do SummerSlam, em 2 de agosto de 2025, em East Rutherford, Nova Jérsei.